# Ternóvskie Dvóriki
Ternóvskie Dvóriki (en rus: Терновские Дворики) és un poble (un possiólok) de l'óblast de Tambov, a Rússia, segons el cens del 2010 tenia 54 habitants.